# 이상섭 (문학평론가)
이상섭(李商燮, 1937년 1월 11일~2022년 8월)은 대한민국의 영문학자이자, 평론가, 교수이다.

## 같이 보기
- 말뭉치언어학

## 참고 자료
- “이상섭”. 한국문학.